# Anacampseros rhodesica
Anacampseros rhodesica és una espècie de planta amb flors del gènere Anacampseros dins la família de les anacampserotàcies.

## Descripció
És una planta nana, perenne, amb moltes branques curtes simples agrupades de fins a 3 cm de llarg.
Les fulles són sèssils, d'1 × 2 mm, carnoses, de color verd. Té moltes estípules, de color platejat, ovades a rodones, de 2,5 × 2 mm, superposades que semblen escates, ocultant les tiges i les fulles.
Les flors són terminals, solitàries, de color rosa, albercoc o blanc, sovint amagades per les bràctees, però visibles quan floreixen en condicions humides. Les flors són de curta durada i només s'obren a la tarda.

## Distribució
Planta endèmica de Zimbàbue i el nord de Botswana. Creix en escletxes i bancals de terra poc profunds sobre afloraments rocosos nus.

## Taxonomia
Anacampseros rhodesica va ser descrita per primer cop l'any 1903 a la publicació del Reial Jardí Botànic de Kew Bulletin of Miscellaneous Information, pel botànic anglès Nicholas Edward Brown (1849-1934).
Aquesta espècie fou coneguda amb aquest nom fins al 1994, any en què el botànic anglès Gordon Douglas Rowley (1921-2019) va crear el gènere Avonia i la hi va incloure (Avonia rhodesica). A partir de l'any 2010 va tornar al gènere Anacampseros i va passar a la família de les anacampserotàcies com a conseqüència de les investigacions de Reto Nyffeler i Urs Eggli publicades a la revista Taxon.

### Sinònims
Els següents noms científics són sinònims d'Anacampseros rhodesica:
- Sinònims homotípics

- Avonia rhodesica (N.E.Br.) G.D.Rowley

- Sinònims heterotípics

- Anacampseros bremekampii Poelln.
- Anacampseros decipiens Poelln.